# Mangora semiargentea
Mangora semiargentea är en spindelart som beskrevs av Simon 1895. Mangora semiargentea ingår i släktet Mangora och familjen hjulspindlar.
Artens utbredningsområde är Sri Lanka. Inga underarter finns listade i Catalogue of Life.